# Zoggium mayorii
Zoggium es un género monotípico de hongos perteneciente a la familia Mytilinidiaceae. Su única especie es Zoggium mayorii. El género fue nombrado en honor del micólogo Hans Zogg. La especie fue descrita originalmente  en 1952 como una especie de Lophium por Zogg, quien anotó las diferencias con contras especies de Lophium en las que su  peridia eran menos frágiles a causa de su rígida ascomata. En 2001, Vasilyeva consideró diferencias morfológicas suficientes para elevarlo a un nuevo género. Z. mayorii se distribuye por el Extremo Oriente ruso y los Alpes en Suiza y Francia.